# Schukowski KOMTA
Die Schukowski KOMTA (russisch Жуковский КОМТА) war ein sowjetisches Dreidecker-Flugzeug zum Anfang der 1920er Jahre. Es wurde in nur einem Exemplar gebaut.

## Entwicklung
1920 wurde die KOMTA (russisch Комиссия по тяжёлой авиаций, Kommission für schwere Flugzeuge) auf Vorschlag W. L. Alexandrows gegründet, um einen Nachfolger für das Bombenflugzeug Ilja Muromez zu entwickeln. Da das ZAGI etwa zur selben Zeit ebenfalls eine Arbeitsgruppe zum Bau eines Großflugzeuges ins Leben gerufen hatte, wurden beide Kommissionen kurzerhand zur DWK zusammengefasst. Den Vorsitz übernahm Nikolai Schukowski. Weitere Mitglieder waren unter anderem Alexander Archangelski, Andrei Tupolew, Boris Jurjew und Wladimir Wetschinkin.
Noch im selben Jahr begannen die Entwicklungsarbeiten. Als Flügelkonfiguration wählte man die Dreideckerbauweise. Die Grundkonstruktion bestand aus Holz mit Stoffbespannung. Das Modell erinnerte mit seinem verglasten Bug und dem kastenförmigen Rumpf noch entfernt an die Ilja Muromez. Als Antriebe wurden zwei Fiat-A-12-Triebwerke ausgewählt, die allerdings etwas leistungsschwach waren. Das Flugzeug sollte zehn Passagiere befördern können.
Die ersten Baugruppen entstanden im Januar 1921 in Sarapul, die Endmontage erfolgte im Awiarabotnik-Werk Moskau. Im März 1922 führte das Flugzeug mit W. M. Remesjuk am Steuer einen kurzen Hüpfer durch, bei dem beim Aufsetzen der Hecksporn zerbrach. Es zeigte sich, dass der Schwerpunkt durch Unerfahrenheit im Bau von mehrmotorigen Flugzeugen zu weit nach hinten verlagert worden war. Deshalb versetzte man die Triebwerke um etwa einen Meter nach vorn.
1922/23 erfolgten einige Rollversuche und im Herbst 1923 erfolgte der erste richtige Flug mit dem Piloten Apollinari Tomaschewski. Allerdings war die KOMTA schlecht zu fliegen und die Leistungsdaten befriedigten bei weitem nicht. Im Frühjahr 1924 erfolgten die letzten Flüge, das Flugzeug kam danach zur „Strelba“-Schule nach Serpuchow.

## Technische Daten

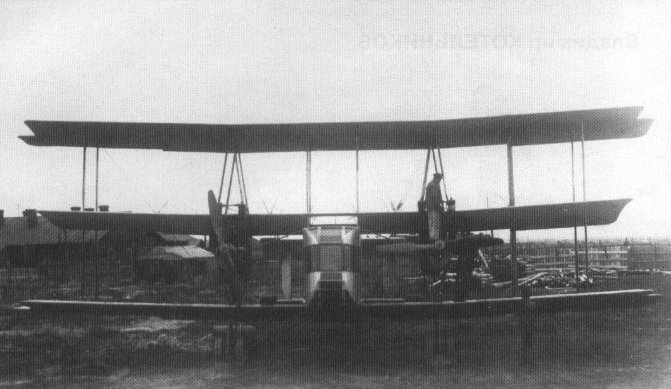
Frontansicht

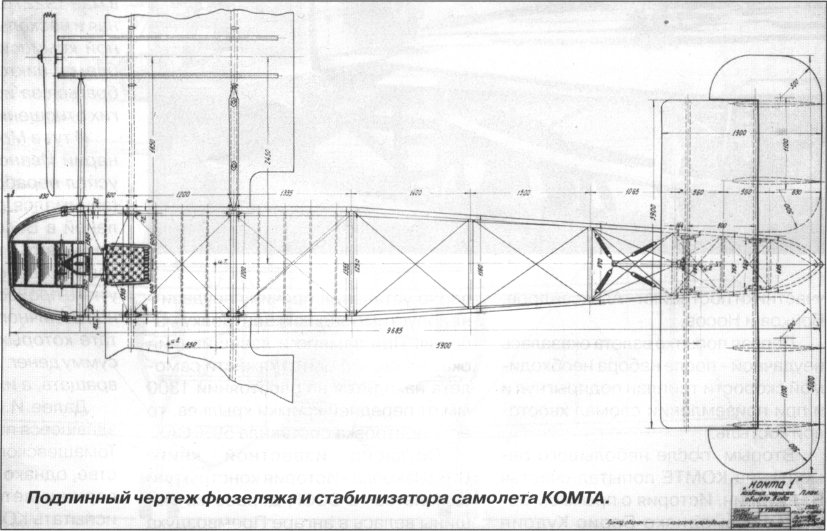
Konstruktionszeichnung von 1922

| Kenngröße             | Daten                                                                        |
| --------------------- | ---------------------------------------------------------------------------- |
| Besatzung             | 2                                                                            |
| Spannweite            | 15,0 m                                                                       |
| Länge                 | 9,70 m                                                                       |
| Höhe                  | 6,00 m                                                                       |
| Flügelfläche          | 92,3 m²                                                                      |
| Leermasse             | 2650 kg                                                                      |
| Zuladung              | 900 kg                                                                       |
| Startmasse            | 3550 kg                                                                      |
| Antrieb               | zwei flüssigkeitsgekühlte Reihenmotoren Fiat A.12 mit je 175 kW (ca. 240 PS) |
| Höchstgeschwindigkeit | 130 km/h in 600 m Höhe                                                       |
| Gipfelhöhe            | 600 m                                                                        |